# Pronucula kermadecensis
Pronucula kermadecensis är en musselart som beskrevs av Oliver 1915. Pronucula kermadecensis ingår i släktet Pronucula och familjen nötmusslor. Inga underarter finns listade i Catalogue of Life.